# Sexart
Sexart – amerykański zespół metalu alternatywnego, założony w roku 1989 przez perkusistę Dennisa Shinna. Najbardziej zespół jest znany z faktu, że jego członkiem był Jonathan Davis, zanim został wokalistą grupy Korn. Należeli do niego również David DeRoo (gitara basowa), Ray Solis i Ryan Shuck (gitary), a także Dennis Shinn (perkusja). Do zespołu dołączył chwilowo w późniejszym czasie Ty Elam z zespołu Videodrone, który przejął obowiązki wokalisty po odejściu Davisa. Niedługo po szukaniu nowego permanentnego wokalisty dla zespołu Richard Morrill z L.A.P.D zgłosił się i dołączył do zespołu zastąpiając Tya Elama, który kontynuował pracę z Videodrone. Sexart nagrał około 15 utworów z czego 6 w studiu Ricka Davisa, ojca Jonathana Davisa, który też zajmował się muzyką, ale ostatecznie wypuścił tylko jeden utwór pod tytułem „Inside”, który został zamieszczony w lokalnej, wydanej w Bakersfield „składance” Cultivation '92 ale też jest dostępny na YouTube. Sexart też skomponował utwór Blind, który Korn wydał w swoim pierwszym albumie.

## Historia
Ostatecznie zespół rozpadł się w 1993, a jego członkowie rozeszli się po innych grupach muzycznych. Ty Elam założył nowy zespół o nazwie Videodrone, który podpisał kontrakt z wytwórnią Elementree. Ryan Shuck dołączył do Orgy, które również podpisało kontrakt z wytwórnią Elementree. Pozostali członkowie przyłączyli się do zespołu Juice, ale David DeRoo wkrótce go opuścił i nawiązał współpracę z Markiem Chavezem, pół-bratem Jonathana Davisa i wokalistą grupy Adema.

## Byli członkowie
- Jonathan Davis – wokal (1991–1993)
- Ty Elam – wokal (zastępstwo Davisa)
- Richard Morrill – wokal (1994 do rozwiązania)
- Ryan Shuck – gitara
- Ray Solis – gitara
- David DeRoo – bas
- Dennis Shinn – perkusja

## Dyskografia
Sexart nigdy nie podpisał kontraktu z wytwórnią płytową, ani nie wydał żadnej płyty. Jedyną piosenką jaką zarejestrowała grupa jest utwór Inside, który jest dostępny jedynie za pośrednictwem programów p2p.